# 平田站 (高知縣)
平田站（日语：／ Hirata eki */?）是一位於日本高知縣宿毛市平田町戶內、隸屬於土佐黑潮鐵道（日語：土佐くろしお鉄道）的鐵路車站。車站編號為TK45。是中村線內中唯一停靠特急列車的中途站。
本站和鄰站工業團地站只相差600米，是整條中村、宿毛線中距離最短的路程。兩站均可互相遠眺望到。
另外，本站有「三原村最近車站」的副站名，這是因為三原村位於內陸的山區，被宿毛市及四萬十市所包圍，本身並沒有任何鐵路站，亦只能靠道路狀況較佳的高知縣道21號進出村，而縣道21號則途經本站，因此成為了村對外聯繫的主要途徑。

## 車站結構

### 站房
站舍設於地面，為單層鐵皮建築物。設有候車室、站務室及洗手間。站務室只於白天時段有車站職員駐守，其餘時間則為無人車站。由於月台位於高架橋上，因此月台和站舍之間並沒有直接連接通道。乘客必須利用旁邊的樓梯或升降機前往月台。

### 月台配置
雖然停靠所有特急列車，但只設有側式月台1個，月台上設有趟門式的候車室，有效長度為5輛。列車靠站時，往宿毛站方向為右邊車門打開，往中村站則為左邊車門打開。
| 路線    | 方向 | 目的地         |
| ------- | ---- | -------------- |
| ■宿毛線 | 下行 | 宿毛方向       |
| ■宿毛線 | 上行 | 中村、窪川方向 |

## 歷史
- 1997年10月1日：隨宿毛線開通而開業。

## 使用狀況
根據國土交通省「國土數值情報」，以下為1日平均上下車人次：
| 年度 | 1日平均 乘降人次 | 1日平均 乘降人次 |
| ---- | ---------------- | ---------------- |
| 2011 | 156              |                  |
| 2012 | 133              |                  |
| 2013 | 135              |                  |
| 2014 | 118              |                  |
| 2015 | 128              |                  |
| 2016 | 115              |                  |
| 2017 | 101              |                  |
| 2018 | 92               |                  |
| 2019 | 101              |                  |
| 2020 | 88               |                  |
| 2021 | 91               |                  |
| 2022 | 94               |                  |

## 相鄰車站
土佐黑潮鐵道
■宿毛線
■特急「足摺」6、7號，「四萬十」4號
中村 (TK40) - 平田 (TK45) - 宿毛 (TK47)
■普通
工業團地（TK44）－平田（TK45）－東宿毛（TK46）

## 外部連結
- 土佐黑潮鐵道平田站官方網頁